# Phalsbourg
Phalsbourg település Franciaországban, Moselle megyében. Lakosainak száma 4657 fő (2022. január 1.). Phalsbourg Vilsberg, Danne-et-Quatre-Vents, Dannelbourg, Lutzelbourg, Mittelbronn és Eckartswiller községekkel határos.

## Népesség
A település népességének változása:
| Lakosok száma | 2934 | 3905 | 4189 | 4499 | 4828 | 4729 | 4728 | 4728 | 4700 | 4657 |
|               | 1793 | 1975 | 1990 | 1999 | 2011 | 2015 | 2017 | 2018 | 2020 | 2022 |